# Taubergießen
Taubergießen es el nombre de una reserva natural en Baden-Wurtemberg, Alemania.

## Geografía
La planicie aluvial Taubergießen está ubicada directamente en la orilla del Rin entre Friburgo y Offenburg cerca de Kappel-Grafenhausen y Rust. Tiene una superficie de 1.682 hectáreas en los términos municipales de localidades alemanas. Además, 997 ha pertenecen al municipio alsaciano Rhinau en la orilla izquierda del Rin. Esto tiene razones históricas. El Rin Superior es la frontera con Francia y con el enderezamiento del cauce del río en el siglo XIX el curso de la frontera fue cambiado. La reserva natural al otro lado del Rin es la Réserve Naturelle de l'île de Rhinau.

## Enlaces
- Wikimedia Commons alberga una categoría multimedia sobre Taubergießen.